# Gaijin (palavra)
Gaijin (外人, ɡaidʑiɴ) é uma palavra japonesa que significa "estrangeiro", "não-Japonês", ou "forasteiro". É composta por duas letras kanji: gai (外), que significa "de fora"; e jin (人), que significa "pessoas". Assim a palavra significa literalmente "pessoas de fora" e pode se referir tanto a nacionalidade quanto a raça ou a etnia.